# دوبري بوزيلوف
دوبري بوزيلوف خادجياناكيف ( (بالبلغارية: Добри Божилов Хаджиянакиев)‏ ) (13 يونيو – فبراير 1945) كان رئيس وزراء بلغاريا خلال الحرب العالمية الثانية.

## السيرة الذاتية
ولد بوزيلوف في كوتيل ببلغاريا، والتحق بالمدرسة التجارية العليا في سفيشتوف قبل أن يبدأ العمل كمحاسب في البنك الوطني البلغاري لصالح وكالة كيوستينديل المصرفية في عام 1902. عمل بوزيلوف في البنك الوطني البلغاري لمدة 36 عامًا وشغل في فترات مختلفة منصب محافظ البنك (1922-1923 ، 1923-1924 ، 1931-1932 ، 1934-1935 ، 1935-1938 ، 1944).
أصبح بوزيلوف وزيرًا للمالية في حكومة رئيس الوزراء جورجي كيوسيفانوف في نوفمبر 1938، وهو المنصب الذي احتفظ به بوزيلوف عندما أصبح بوغدان فيلوف الحليف القوي لألمانيا النازية رئيسًا للوزراء في عام 1940. بعد وفاة القيصر بوريس الثالث في عام 1943 أصبح فيلوف أحد الأوصياء الثلاثة على الحكم في بلغاريا، واستخدم سلطاته كأقوى الأوصياء، لتعيين بوزيلوف (المؤيد لألمانيا) رئيسًا للوزراء.
عمل بوزيلوف كرئيس للوزراء بشكل وثيق مع الألمان، وأصبح عمليا دمية لهم مع احتدام الحرب العالمية الثانية. كانت القضية الرئيسية الوحيدة التي اشتبك فيها مع النازيين هي مطلبهم للحكومة البلغارية بترحيل يهود البلاد إلى معسكرات الإبادة، وهو ما رفضه بوزيلوف. في يونيو 1944 كانت جهود الحرب تتدهور بسرعة، فاستقال بوزيلوف من منصب رئيس الوزراء وعاد إلى البنك الوطني البلغاري، ليصبح محافظه مرة أخرى. أعلن الاتحاد السوفيتي الحرب على بلغاريا وغزاها في سبتمبر 1944، مما أتاح للأنصار الشيوعيين الفرصة للإطاحة برئيس الوزراء كونستانتين مورافييف واستبداله بكيمون جورجييف. تم اعتقال بوزيلوف بعد ذلك وحوكم أمام محكمة الشعب التي أنشأتها حكومة جبهة الوطن، وأٌدين بارتكاب جرائم حرب ومجموعة متنوعة من الأفعال السيئة عندما كان وزيراً للمالية، وحُكم عليه بالإعدام وأُعدم في فبراير 1945، وتم إلغاء الحكم في عام 1996 من قبل المحكمة العليا.